# Friedrich Muzyka
Friedrich Muzyka (geboren am 7. Juli 1921 in Wien; gestorben am 24. Mai 1944 ebenda) war ein österreichischer Buchdruckergehilfe und Widerstandskämpfer gegen das NS-Regime. Er wurde von der NS-Justiz zum Tode verurteilt und im Wiener Landesgericht mit dem Fallbeil hingerichtet.

## Leben und Werk
Muzyka lernte Buchdrucker. Er gehörte dem ab 1934 illegalen Kommunistischen Jugendverband Österreichs (KJVÖ) und der  Widerstandsgruppe Der Soldatenrat an. Ab Februar 1942 organisierte er den Versand von Flugschriften an Zivilpersonen und Wehrmachtsangehörige.
Am 17. Mai 1943 wurde er festgenommen und von der Gestapo verhört. Das darauf folgende Gerichtsverfahren vor dem Volksgerichtshof in Wien fand am 8. Februar 1944 statt; mit angeklagt wurden seine Genossen Ernestine Diwisch, Alfred Rabofsky, Ernestine Soucek, Sophie Vitek und Anna Wala. Diwisch, Muzkya, Rabofsky, Vitek und Wala wurden zum Tode und zum „Ehrverlust auf Lebensdauer“ verurteilt. Die Urteilsbegründung lautete auf Vorbereitung zum Hochverrat  und Feindbegünstigung. Das NS-Regime überlebten nur Sophie Vitek, deren Todesurteil in eine 15-jährige Zuchthausstrafe abgeändert wurde, und Ernestine Soucek, die zu acht oder neun Jahren Zuchthaus verurteilt worden war.
Seine Hinrichtung durch den Fallbeil erfolgte am 24. Mai 1944, gemeinsam mit Ernestine Diwisch und Anna Wala sowie 13 weitere politische Häftlingen des NS-Regimes. Rabofsky wurde erst am 19. September 1944 geköpft.

## Gedenken
Muzkyas Name findet sich auf der Gedenktafel im ehemaligen Hinrichtungsraum des Wiener Landesgerichts.  Er ist in der Schachtgräberanlage der Gruppe 40 (Reihe 22/Grab 161) des Wiener Zentralfriedhofes bestattet. 